# Peterberg
Der Peterberg ist mit seinen 584 m ü. NHN eine der höchsten Erhebungen im Saarland (Deutschland).

## Lage
Der Peterberg befindet sich im Landkreis St. Wendel in den Gemeinden Nohfelden und Nonnweiler, südlich von Braunshausen und nördlich von Primstal, und ist die höchste Erhebung des gleichnamigen Höhenzuges. Dieser hat über die Linie Primstal (südwest) – Sötern (nordost) eine Länge von ca. 9 km und misst an der breitesten Stelle, zwischen Braunshausen und Eiweiler, 3,3 km. An diesem Punkt liegt auch die höchste Stelle des Höhenzuges. Der Berg liegt rund 3 km (Luftlinie) südsüdöstlich des Autobahndreiecks Nonnweiler, an dem die A 62 auf die A 1 trifft. Über ihn verlief eine alte Handelsstraße St. Wendel – Trier. Er gehört zum südlichen Schwarzwälder Hochwald.

## Einrichtungen
Am Fuß des Peterberges befindet sich ein Jugendzentrum des Saarländischen Turnerbundes.
Das Schulungszentrum ist DFB-Stützpunkt und wird vom Saarländischen Fußballverband und dem Saarländischen Turnerbund gemeinsam getragen.
Auf dem Gipfel befindet sich die Sternwarte Peterberg (Verein der Amateurastronomen des Saarlandes e. V.) und die Peterbergkapelle. Beide sind entweder zu Fuß oder mit dem PKW über Braunshausen, Primstal, Schwarzenbach, Bosen und Eiweiler zu erreichen. Für die Sternwarte wurde eine neue Zufahrt in der Nähe der Autobahnanschlussstelle gebaut.

## Freizeitangebote
Der Peterberg in Braunshausen war von 1956 bis zum Jahre 2013 auch als Wintersportgelände bekannt. Durch die sich ändernden klimatischen Bedingungen wurde der Wintersportbetrieb nach dem Abbau des Sesselliftes (2013) und des Schleppliftes (2018) komplett eingestellt. Das über die Landesgrenzen hinaus bekannte Freizeitzentrum Peterberg besitzt eine Sommerrodelbahn mit einer Gesamtlänge von 1800 m (die längste im Südwesten) und ist von April bis Oktober wetterabhängig geöffnet. Des Weiteren gibt es dort weitere Freizeiteinrichtungen wie ein Rutschenparadies, Wassertretanlage und das Druidendorf- als Kinderspielplatz. Neben dem Parkplatz des Freizeitzentrums Peterberg befindet sich eine Offroad-Strecke für funkferngesteuerte Modellautos im Maßstab 1:8. Betrieben wird diese vom Verein RCR-Peterberg e. V.

## Sagen
In dem Buch „Die Sagen der Saar“ von Karl Lohmeyer wird der Peterberg als Hexenberg bezeichnet:

„Der Hohe Peterberg bei Eiweiler, dem birkenfeldischen zu, ist der eigentliche Haupthexenberg und so der Brocken des Saarlandes. Auf ihm kamen in der ersten Mainacht die Hexen aus dem weiten Umkreis aus allen Himmelsrichtungen zusammen, zu einem teuflichen Gelage und großen Hexenkonvent.“